# Portugal Open
Portugal Open (tidigare Estoril Open) var en tennisturnering för både damer och herrar som spelades i Estoril, Portugal. Turneringen startade 1990, för herrar och 1998 för damer, och var på ATP-touren en del av kategorin 250 Series och på WTA-touren Tier IV. Den spelades årligen utomhus på grus i april fram till 2014. Turneringen ersattes av Millennium Estoril Open som spelas i Cascais.

## Resultat

### Herrsingel
| År   | Mästare               | Finalist          | Resultat           |
| ---- | --------------------- | ----------------- | ------------------ |
| 1990 | Emilio Sánchez        | Franco Davín      | 6–3, 6–1           |
| 1991 | Sergi Bruguera        | Karel Nováček     | 7–6, 6–1           |
| 1992 | Carlos Costa          | Sergi Bruguera    | 4–6, 6–2, 6–2      |
| 1993 | Andrei Medvedev       | Karel Nováček     | 6–4, 6–2           |
| 1994 | Carlos Costa          | Andrei Medvedev   | 4–6, 7–5, 6–4      |
| 1995 | Thomas Muster         | Albert Costa      | 6–4, 6–2           |
| 1996 | Thomas Muster         | Andrea Gaudenzi   | 7–6, 6–4           |
| 1997 | Àlex Corretja         | Francisco Clavet  | 6–3, 7–5           |
| 1998 | Alberto Berasategui   | Thomas Muster     | 3–6, 6–1, 6–3      |
| 1999 | Albert Costa          | Todd Martin       | 7–6, 2–6, 6–3      |
| 2000 | Carlos Moyá           | Francisco Clavet  | 6–3, 6–2           |
| 2001 | Juan Carlos Ferrero   | Félix Mantilla    | 7–6, 4–6, 6–3      |
| 2002 | David Nalbandian      | Jarkko Nieminen   | 6–4, 7–6           |
| 2003 | Nikolaj Davydenko     | Agustín Calleri   | 6–4, 6–3           |
| 2004 | Juan Ignacio Chela    | Marat Safin       | 6–7, 6–3, 6–3      |
| 2005 | Gastón Gaudio         | Tommy Robredo     | 6–1, 2–6, 6–1      |
| 2006 | David Nalbandian      | Nikolaj Davydenko | 6–3, 6–4           |
| 2007 | Novak Djokovic        | Richard Gasquet   | 7–6, 0–6, 6–1      |
| 2008 | Roger Federer         | Nikolaj Davydenko | 7–6, 1–2 uppgivet  |
| 2009 | Albert Montañés       | James Blake       | 5–7, 7–6(8–6), 6–0 |
| 2010 | Albert Montañés       | Frederico Gil     | 6–2, 6–7(4–7), 7–5 |
| 2011 | Juan Martín del Potro | Fernando Verdasco | 6–2, 6–2           |
| 2012 | Juan Martín del Potro | Richard Gasquet   | 6–4, 6–2           |
| 2013 | Stanislas Wawrinka    | David Ferrer      | 6–1, 6–4           |
| 2014 | Carlos Berlocq        | Tomáš Berdych     | 0–6, 7–5, 6–1      |

### Damsingel
| År    | Mästare                   | Finalist               | Resultat           |
| ----- | ------------------------- | ---------------------- | ------------------ |
| 19981 | Barbara Schwartz          | Raluca Sandu           | 6–2, 6–3           |
| 1999  | Katarina Srebotnik        | Rita Kuti-Kis          | 6–3, 6–1           |
| 2000  | Anke Huber                | Nathalie Dechy         | 6–1, 1–6, 7–5      |
| 2001  | Angeles Montolio          | Jelena Bovina          | 3–6, 6–3, 6–2      |
| 2002  | Magüi Serna               | Anca Barna             | 6–4, 6–2           |
| 2003  | Magüi Serna               | Julia Schruff          | 6–4, 6–1           |
| 2004  | Émilie Loit               | Iveta Benešová         | 7–5, 7–6           |
| 2005  | Lucie Šafářová            | Na Li                  | 6–7, 6–4, 6–3      |
| 2006  | Jie Zheng                 | Na Li                  | 6–7, 7–5, uppgivet |
| 2007  | Greta Arn                 | Victoria Azarenka      | 2–6, 6–1, 7–6      |
| 2008  | Maria Kirilenko           | Iveta Benešová         | 6–4, 6–2           |
| 2009  | Yanina Wickmayer          | Ekaterina Makarova     | 7–5, 6–2           |
| 2010  | Anastasija Sevastova      | Arantxa Parra Santonja | 6–2, 7–5           |
| 2011  | Anabel Medina Garrigues   | Kristina Barrois       | 6–1, 6–2           |
| 2012  | Kaia Kanepi               | Carla Suárez Navarro   | 3–6, 7–6(8–6), 6–4 |
| 2013  | Anastasija Pavljutjenkova | Carla Suárez Navarro   | 7–5, 6–2           |
| 2014  | Carla Suárez Navarro      | Svetlana Kuznetsova    | 6–4, 3–6, 6–4      |

1 ITF-tävling.

### Herrdubbel
| År   | Mästare                                  | Finalister                               | Resultat              |
| ---- | ---------------------------------------- | ---------------------------------------- | --------------------- |
| 1990 | Sergio Casal / Emilio Sánchez            | Omar Camporese / Paolo Canè              | 7-5, 4-6, 7-5         |
| 1991 | Paul Haarhuis / Mark Koevermans          | Tom Nijssen / Cyril Suk                  | 6-3, 6-3              |
| 1992 | Hendrik Jan Davids / Libor Pimek         | Luke Jensen / Laurie Warder              | 3-6, 6-3, 7-5         |
| 1993 | David Adams / Andrei Olhovskiy           | Menno Oosting / Udo Riglewski            | 6-3, 7-5              |
| 1994 | Cristian Brandi / Federico Mordegan      | Richard Krajicek / Menno Oosting         | W.O.                  |
| 1995 | Jevgenij Kafelnikov / Andrei Olhovskiy   | Marc-Kevin Goellner / Diego Nargiso      | 5-7, 7-5, 6-2         |
| 1996 | Tomás Carbonell / Francisco Roig         | Tom Nijssen / Greg Van Emburgh           | 6-3, 6-2              |
| 1997 | Gustavo Kuerten / Fernando Meligeni      | Andrea Gaudenzi / Filippo Messori        | 6-2, 6-2              |
| 1998 | Donald Johnson / Francisco Montana       | David Roditi / Fernon Wibier             | 6-1, 2-6, 6-1         |
| 1999 | Tomás Carbonell / Donald Johnson         | Jiří Novák / David Rikl                  | 6-3, 2-6, 6-1         |
| 2000 | Donald Johnson / Piet Norval             | David Adams / Joshua Eagle               | 6-4, 7-5              |
| 2001 | Radek Štěpánek / Michal Tabara           | Donald Johnson / Nenad Zimonjić          | 6-4, 6-1              |
| 2002 | Karsten Braasch / Andrei Olhovskiy       | Simon Aspelin / Andrew Kratzmann         | 6-3, 6-3              |
| 2003 | Mahesh Bhupathi / Max Mirnyj             | Lucas Arnold Ker / Mariano Hood          | 6-1, 6-2              |
| 2004 | Juan Ignacio Chela / Gastón Gaudio       | František Čermák / Leoš Friedl           | 6-2, 6-1              |
| 2005 | František Čermák / Leoš Friedl           | Juan Ignacio Chela / Tommy Robredo       | 6-3, 6-4              |
| 2006 | Lukáš Dlouhý / Pavel Vízner              | Lucas Arnold Ker / Leoš Friedl           | 6-3, 6-1              |
| 2007 | Marcelo Melo / André Sá                  | Martín García / Sebastián Prieto         | 3-6, 6-2, [10-6]      |
| 2008 | Jeff Coetzee / Wesley Moodie             | Jamie Murray / Kevin Ullyett             | 6-2, 4-6, [10-8]      |
| 2009 | Eric Butorac / Scott Lipsky              | Martin Damm / Robert Lindstedt           | 6–3, 6–2              |
| 2010 | Marc López / David Marrero               | Pablo Cuevas / Marcel Granollers         | 6–7(1–7), 6–4, [10–4] |
| 2011 | Eric Butorac / Jean-Julien Rojer         | Marc López / David Marrero               | 6–3, 6–4              |
| 2012 | Aisam-ul-Haq Qureshi / Jean-Julien Rojer | Julian Knowle / David Marrero            | 7–5, 7–5              |
| 2013 | Santiago González / Scott Lipsky         | Aisam-ul-Haq Qureshi / Jean-Julien Rojer | 6–3, 4–6, [10–7]      |
| 2014 | Santiago González / Scott Lipsky         | Pablo Cuevas / David Marrero             | 6–3, 3–6, [10–8]      |

### Damdubbel
| År    | Mästare                                   | Finalister                                      | Resultat         |
| ----- | ----------------------------------------- | ----------------------------------------------- | ---------------- |
| 19981 | Caroline Dhenin / Émilie Loit             | Radka Bobková / Caroline Schneider              | 6-2, 6-3         |
| 1999  | Alicia Ortuno / Cristina Torrens Valero   | Rita Kuti-Kis / Anna Földényi                   | 7-6, 3-6, 6-3    |
| 2000  | Tina Križan / Katarina Srebotnik          | Amanda Hopmans / Cristina Torrens Valero        | 6-0, 7-6         |
| 2001  | Kveta Hrdlickova / Barbara Rittner        | Tina Križan / Katarina Srebotnik                | 3-6, 7-5, 6-1    |
| 2002  | Elena Bovina / Zsófia Gubacsi             | Barbara Rittner / Maria Vento-Kabchi            | 6-3, 6-1         |
| 2003  | Petra Mandula / Patricia Wartusch         | Maret Ani / Emmanuelle Gagliardi                | 6-7, 7-6, 6-2    |
| 2004  | Emmanuelle Gagliardi / Janette Husárová   | Olga Blahotová / Gabriela Navrátilová           | 6-3, 6-2         |
| 2005  | Li Ting / Sun Tiantian                    | Michaëlla Krajicek / Henrieta Nagyová           | 6-3, 6-1         |
| 2006  | Li Ting / Sun Tiantian                    | Gisela Dulko / Maria Sánchez Lorenzo            | 6-2, 6-2         |
| 2007  | Andreea Ehritt-Vanc / Anastasia Rodionova | Lourdes Dominguez Lino / Arantxa Parra Santonja | 6-3, 6-2         |
| 2008  | Maria Kirilenko / Flavia Pennetta         | Mervana Jugić-Salkić / İpek Şenoğlu             | 6-4, 6-4         |
| 2009  | Raquel Kops-Jones / Abigail Spears        | Sharon Fichman / Katalin Marosi                 | 2–6, 6–3, [10–5] |
| 2010  | Sorana Cîrstea / Anabel Medina Garrigues  | Vitalia Diatchenko / Aurélie Védy               | 6–1, 7–5         |
| 2011  | Alisa Kleybanova / Galina Voskoboeva      | Eleni Daniilidou / Michaëlla Krajicek           | 6–4, 6–2         |
| 2012  | Chuang Chia-jung / Zhang Shuai            | Yaroslava Shvedova / Galina Voskoboeva          | 4–6, 6–1, [11–9] |
| 2013  | Chan Hao-ching / Kristina Mladenovic      | Darija Jurak / Katalin Marosi                   | 7–6(7–3), 6–2    |
| 2014  | Cara Black / Sania Mirza                  | Eva Hrdinová / Valeria Solovyeva                | 6–4, 6–3         |

1 ITF-tävling.